# サトゥム島
サトゥム島（英語: Pulau Satumu 中国語 ：沙都傅岛 ）は、シンガポール島の南にある小さな島かつシンガポールの最南端の島で、ラッフルズ灯台を有する。
島の名前は古風なマレー語で「一本の木」を意味する。